# Устинова, Светлана Владимировна
Светла́на Влади́мировна Усти́нова (род. 1 мая 1982, Северодвинск, Архангельская область, СССР) — российская актриса кино и телевидения, кинорежиссёр, сценаристка и кинопродюсер.

## Биография
Светлана Устинова родилась 1 мая 1982 года в Северодвинске Архангельской области.
Родилась в семье Владимира и Татьяны Устиновых. Училась в северодвинской школе № 28. После 7 класса перешла в Северодвинскую гимназию №14, которую окончила в 1999 году. Занималась бальными танцами. Поступила в Московский экономико-статистический университет, но на втором курсе перевелась в Финансовую академию. После четвёртого курса девушка ушла из академии и поступила во ВГИК (мастерская В. Грамматикова).
В 2006 году была утверждена на главную роль Даши в фильме Петра Буслова «Бумер. Фильм второй».
В 2020 году исполнила главную роль Татьяны в фильме Святослава Подгаевского «Яга. Кошмар тёмного леса».
Участвует в благотворительности и помогает детям-сиротам через благотворительный фонд «Дети наши».

## Личная жизнь
В 2009 году вышла замуж за украинского режиссёра Марка Горобца. Впоследствии развелась с ним.
В июне 2017 года вышла замуж за продюсера Илью Стюарта.

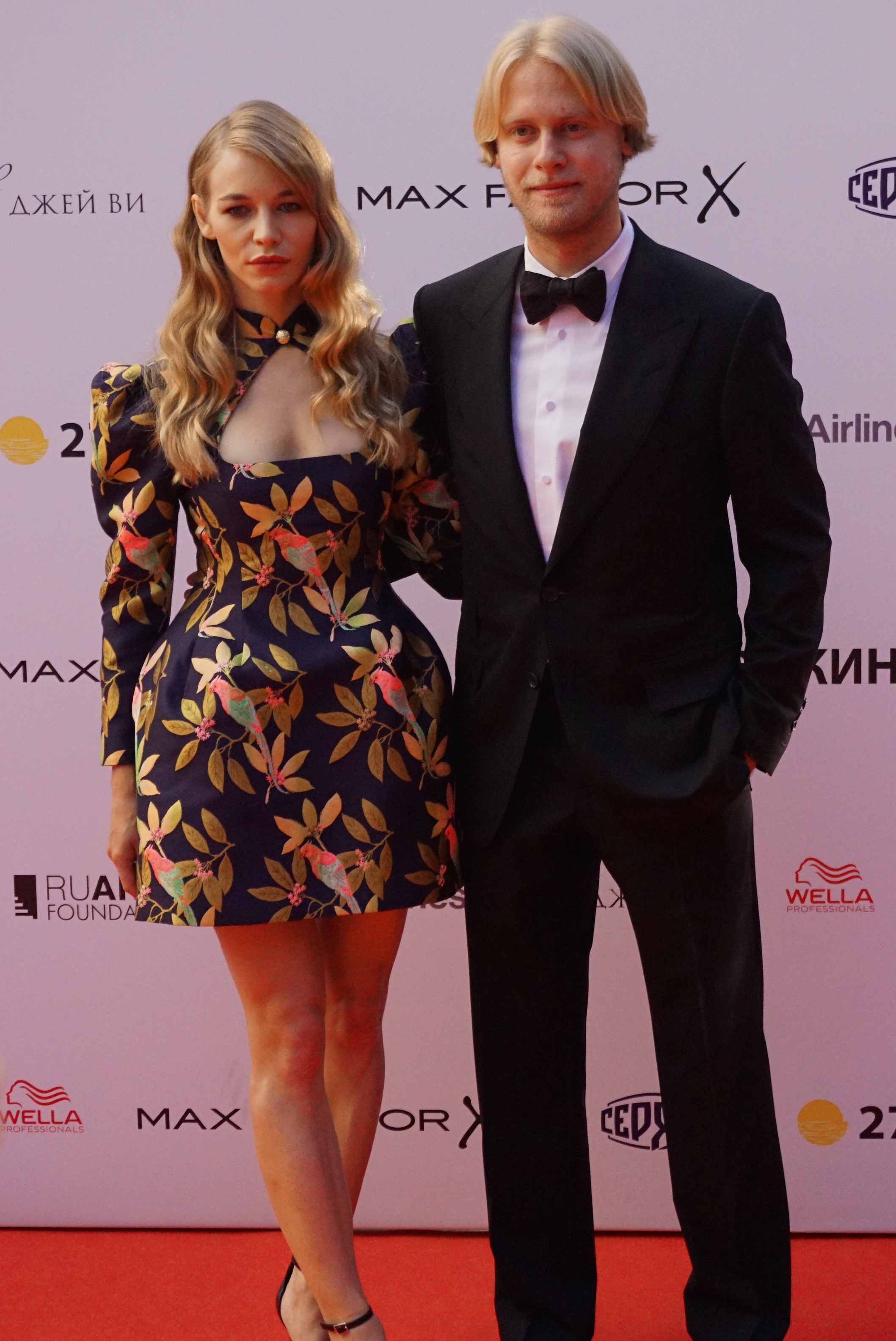
Светлана Устинова и Илья Стюарт на кинофестивале «Кинотавр» в Сочи, 2016 год

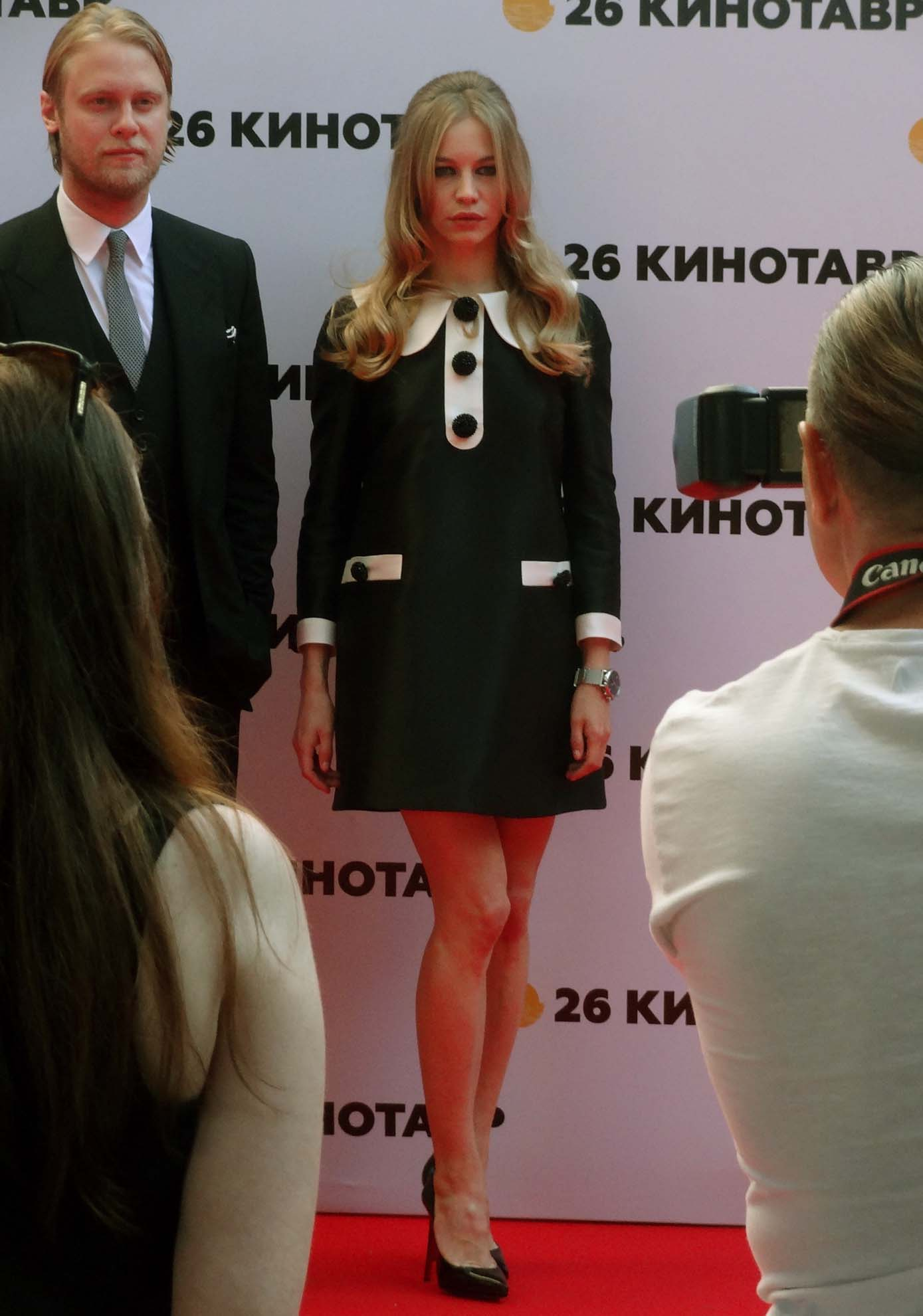
Илья Стюарт и Светлана Устинова на кинофестивале «Кинотавр» в Сочи, 2015 год

В конце декабря 2024 года Светлана Устинова родила от Ильи Стюарта первенца, предположительно девочку, так как на фотографии ребёнок одет в розовую шапочку. Роды предположительно происходили в южной части США, такой вывод можно сделать по деталям пейзажа фото.

## Фильмография

### Актёрские работы
| Год  |     | Название                      | Роль                                                                 |
| ---- | --- | ----------------------------- | -------------------------------------------------------------------- |
| 2006 | ф   | Бумер. Фильм второй           | Даша                                                                 |
| 2007 | с   | Закон мышеловки               | Имя персонажа не указано                                             |
| 2007 | ф   | Смерш                         | Павлинка                                                             |
| 2007 | ф   | Школьницы                     | Имя персонажа не указано                                             |
| 2008 | кор | Колодец                       | Имя персонажа не указано                                             |
| 2008 | ф   | На краю стою                  | Алеся                                                                |
| 2008 | кор | Порыв ветра                   | Имя персонажа не указано                                             |
| 2009 | с   | Блудные дети                  | Лида в юности                                                        |
| 2009 | тф  | Веское основание для убийства | Саша Потапенко                                                       |
| 2009 | с   | Журов                         | Люба Зайцева                                                         |
| 2009 | ф   | Неуд по любви                 | Шура                                                                 |
| 2009 | с   | Участковая                    | Лера                                                                 |
| 2010 | с   | Золотой капкан                | Лена                                                                 |
| 2010 | с   | Последняя встреча             | Юля Хмелёва                                                          |
| 2010 | с   | Столица греха (нет в титрах)  | Алёна                                                                |
| 2010 | тф  | Туман                         | Настя                                                                |
| 2010 | с   | Шахта                         | Таня                                                                 |
| 2011 | тф  | Молога. Русская Атлантида     | Анна                                                                 |
| 2011 | тф  | Тёмные воды                   | Ксюша Будникова                                                      |
| 2011 | с   | Морские дьяволы 2             | Катя                                                                 |
| 2012 | тф  | Астра, я люблю тебя           | Алёна                                                                |
| 2012 | с   | Одесса-мама                   | Ирина Вольская, заместитель прокурора города Одессы                  |
| 2012 | с   | Побег 2                       | девушка из Райского                                                  |
| 2012 | с   | Снайперы: Любовь под прицелом | Люся Соколова, снайпер                                               |
| 2013 | с   | Разведчицы                    | Зоя Величко                                                          |
| 2013 | с   | Редкая группа крови           | Наталья Андриевская                                                  |
| 2013 | ф   | Кукловоды                     | стриптизёрша Полина                                                  |
| 2013 | с   | Тайный город                  | фея Лана                                                             |
| 2014 | с   | Охотники за головами          | Елена                                                                |
| 2014 | с   | Неслучайная встреча           | Светлана                                                             |
| 2014 | с   | Человек без прошлого          | Лена                                                                 |
| 2014 | с   | Сын за отца                   | Вера, невеста Вадима                                                 |
| 2014 | с   | Долгий путь домой             | Алёна                                                                |
| 2015 | ф   | Новогоднее счастье            | Лариса                                                               |
| 2015 | ф   | Холодный фронт                | Маша Лозинская                                                       |
| 2015 | с   | Саша добрый, Саша злой        | Светлана Шестопалова                                                 |
| 2016 | ф   | Хардкор                       | Ольга Доминатрикс                                                    |
| 2016 | с   | Пушкин                        | Софи Мерсье, французская кинозвезда                                  |
| 2016 | ф   | Маршрут построен              | Ольга                                                                |
| 2017 | ф   | Блокбастер                    | Лиза                                                                 |
| 2017 | ф   | Купи меня                     | Галина                                                               |
| 2017 | с   | Доктор Рихтер                 | Марина                                                               |
| 2017 | ф   | Мифы                          | Света                                                                |
| 2017 | ф   | Доминика                      | Яна                                                                  |
| 2018 | с   | Презумпция невиновности       | Светлана Верницкая, журналист, репортёр отдела криминальных новостей |
| 2019 | с   | Магомаев                      | Лика                                                                 |
| 2020 | с   | Московский роман              | Алиса (Ласка)                                                        |
| 2020 | с   | Метод 2                       | Катя                                                                 |
| 2020 | ф   | Яга. Кошмар тёмного леса      | няня Татьяна / Баба Яга                                              |
| 2020 | с   | Спроси Марту                  | мачеха погибшего подростка Алла Березина                             |
| 2021 | ф   | БУМЕРанг                      | блондинка                                                            |
| 2021 | с   | Содержанки 3                  | Мария Сомова                                                         |
| 2022 | с   | Домашнее поле                 | Елена Волкова, футбольный тренер                                     |
| 2022 | с   | Триггер-2                     | Вера                                                                 |

### Режиссёрские работы
- 2019 — Маруся (короткометражка)
- 2022 — Время года зима

### Сценарные работы
- 2016 — Холодный фронт
- 2019 — Маруся (короткометражка)
- 2022 — Время года зима

### Продюсерские работы
- 2020 — Марафон желаний